# Ringinpitu (Tanggungharjo)
Ringinpitu is een bestuurslaag in het regentschap Grobogan van de provincie Midden-Java, Indonesië. Ringinpitu telt 3939 inwoners (volkstelling 2010).